# Onza (moneta)
L'onza (o oncia) (dal latino uncia, a sua volta moneta romana) è stata una moneta che ebbe corso nel Regno di Sicilia nel XVIII e nel XIX secolo fino alla sua annessione al Regno d'Italia a seguito della Spedizione dei Mille del 1860.
L'onza corrispondeva a 30 tarì.

## Storia
L'oncia d'oro fu una delle monete di conto presenti in Italia ed utilizzata in diversi documenti già prima del X secolo.
Viene citata da Falcone Beneventano nel suo Chronicon Beneventanum per l'anno 1122. Sempre secondo Falcone nel 1132 i Beneventani affermavano che il re (Ruggero II) aveva ricevuto innumerevoli once di oro.
Con la nascita del Regno di Sicilia, l'oncia d'oro sostituì definitivamente il solido usato fino ad allora. I Normanni divisero l'oncia in 30 tarì. Con l'imperatore Federico II, nel 1222, l'oncia fu nuovamente divisa in 600 grana 20 dei quali formavano un tarì.
Martinori riporta un documento del 1336 in cui l'oncia è valutata per cinque fiorini e un fiorino per sei tarì, il tarì per due carlino e quest'ultimo per dieci grana.
Anche nel 1347 valeva 60 carlini o 6 ducati.
Comunque in tutti questi casi si tratta di una moneta di conto.
Fu coniata sia in oro che in argento. Sotto Carlo III d'Asburgo, in seguito imperatore Carlo VI, furono coniate le monete sia in argento che in oro. Quella d'argento pesava 74g ed aveva al dritto il busto del re ed al rovescio era raffigurata la fenice, sul rogo, ad ali aperte illuminata dal sole. Intorno la legenda recitava: OBLITA EX AVRO ARGENTEA RESVRGIT . Fu coniata in argento nel 1732 e l'anno successivo. Nel 1733 fu coniata anche la moneta in oro dal peso di 4,4 grammi; in questo caso la legenda era RESVRGIT.
Sotto il successore, Carlo di Borbone, fu coniata solo in oro sempre con il tipo della fenice e con la medesima legenda. Anche il peso rimase lo stesso (4,4g) ed il titolo dell'oro era di 906,25 millesimi. Oltre all'onza fu coniata la doppia onza. In questa moneta al posto della fenice al rovescio era raffigurata un'aquila ad ali spiegate, sul petto lo stemma degli Aragona - Sicilia con sopra lo scudetto dei Borbone.
Ferdinando III di Sicilia, succeduto al padre quando questi divenne re di Spagna, fece coniare una doppia onza d'oro dal peso leggermente aumentato (8,81g) per compensare la diminuzione del titolo (ora 906/1000): la moneta al dritto recava l'immagine del re ed al rovescio era raffigurata il triscele entro una corona d'alloro. Questa moneta fu coniata solo nel 1814.
L'onza fu invece coniata in argento con un peso di 69,10g e con un titolo di 833,33/1000. Il tipo era sempre quello della fenice e la legenda recitava EX AVRO ARGENTEA RESVRGIT. Fu coniata con alcune varianti negli anni 1785, 1791, 1793.
Monete con questa denominazione non furono coniate sotto i suoi successori.

## Altre onze

### Malta
Anche a Malta con i Cavalieri Ospitalieri l'oncia valeva 30 tarì. Fu coniata in argento dai Gran maestri dell'ordine di Malta. A metà del XVIII secolo aveva un peso di circa 25 grammi. Sotto Ferdinand von Hompesch zu Bolheim arrivò a quasi 30 grammi d'argento a titolo di 888 millesimi.

### Napoli
A Napoli l'oncia d'oro da 6 ducati fu coniata da Carlo di Borbone. Pesava 8,80 grammi con un titolo di 906,25/1000. Recava al dritto la testa nuda del re volto a destra e la legenda CAR D G VTR SIC ET HIER REX mentre al rovescio la legenda HISPANIAR INFANS circondava lo stemma coronato. Fu coniata ininterrottamente dal 1749 al 1755.
Sotto Ferdinando IV fu nuovamente coniata l'oncia d'oro da sei ducati con peso e titolo simili. La prima serie, con ritratto infantile fu coniata dal 1759 al 1760. I tipi erano simili e la legenda del dritto recitava FERDINAND IV D G SICILIAR ET HIE REX mentre al rovescio era riportato anche in questo caso il titolo di infante di Spagna. Dal 1761 fu usato un nuovo ritratto ed un altro ancora nel 1768. Lo stesso anno la moneta perse parte del suo contenuto aureo passando da 8,8 grammi a 7,8grammi. Contemporaneamente la denominazione divenne di moneta da 6 ducati. La moneta da 6 ducati, ora erede dell'oncia, riprese il suo peso nel 1783 e lo mantenne fino al 1785. Nel 2° periodo del regno di Ferdinando la moneta non fu coniata a Napoli fino al 1826 quando fu emesso un pezzo da sei ducati per un peso di 7,35g, sotto il regno di Francesco I.
L'ultima moneta coniata a Napoli in qualche modo riconducibile all'oncia fu il pezzo d'oro da 6 ducati battuto sotto Ferdinando II in una dozzina di emissioni distribuite tra il 1831 ed il 1856. Al rovescio presentava un  genio nudo che pone la mano destra su una colonna coronata e con la sinistra tiene uno scudo su cui si vedono i gigli dei Borboni.

### Spagna
In Spagna l'oncia (in castigliano onza ma si trova anche la grafia onça) apparve per la prima volta sotto Filippo II (1556-1598). Quella da 8 escudos fu coniata in oro a Madrid sotto Filippo V e Ferdinando VI per un peso di 26,8 g..
Quella coniata Lima da Luigi di Spagna nel 1724 prende il nome di onza macuquina: era sempre in oro e con un peso di 26,80 grammi. Il termine macuquina era usato nell'America latina per indicare le monete coniate al martello